# Francisco Javier Sáenz y Sáenz
Francisco Javier Sáenz y Sáenz   (Logronyo, 1897 - Barcelona, 10 d'octubre de 1959) fou un dirigent esportiu espanyol de la dècada de 1950.
Fou president del RCD Espanyol entre 1948 i 1958, un dels presidents més anys al capdavant del club. Va substituir el tinent coronel José Salas Paniello.
Durant el mandat de Sáenz es va adquirir en propietat l'Estadi de Sarrià, que fins aleshores era propietat de la família De La Riva, essent el primer cop que el club tenia un estadi en propietat. A més es va construir la nova grada del Gol Sud. També es van celebrar els actes commemoratius del cinquantè aniversari del club (amb tres anys de retard, el 1953). Pel que fa al nombre de socis, arribà a la xifra de 16.900 socis, mai aconseguida fins aleshores.